# Jesse Reno
Jesse Wilford Reno (* 4. August 1861 in Fort Leavenworth, Kansas; † 2. Juni 1947 in New York) war ein US-amerikanischer Ingenieur. Er entwickelte 1891 den Vorgänger der heutigen Rolltreppe, den er im September 1896 in einem Park in Coney Island (Long Island) der Öffentlichkeit vorstellte. Etwa 7500 Zuschauer ließen sich während der zweiwöchigen Zurschaustellung die zweieinhalb Meter nach oben befördern.

## Leben

### Leben und Wirken
Jesse Reno wurde 1861 in Fort Leavenworth im Bundesstaat Kansas geboren. Seine frühen Jahre verbrachte er im Mittleren Süden und den Südstaaten. Im Alter von 16 Jahren zog er mit seiner Familie nach Americus, Georgia, wo er erste Pläne für seine „geneigte Treppe“ entwarf. Im Jahr 1883 schloss er sein Ingenieursstudium an der Lehigh University ab und schrieb in seiner Abschlussarbeit über den Hudson-River-Tunnel. Nach seinem Abschluss arbeitete er für eine Minengesellschaft in Colorado und später für ein Elektrizitätswerk. Durch den technologischen Boom dieser Zeit und seinen großen Forschungsdrang fasste er den Entschluss, nach New York zu gehen, wo er am 15. März 1892 sein erstes Patent für eine elektrische Treppe mit Motorantrieb anmeldete. Er hatte eine Treppe aus einem mit Holzleisten besetzten und schräg angelegten Endlosband gebaut und stellte sie erstmals 1896 der Öffentlichkeit vor (siehe unten). Zwar wurde schon mehrere Jahre zuvor, am 9. März 1859, eine rolltreppenähnliche Entwicklung von Nathan Ames aus Saugus im Essex County, Massachusetts, patentiert, der sie aber niemals gebaut hatte.

### Tod
Reno starb im Jahr 1947 in New York. Einige der von ihm konstruierten geneigten Aufzüge waren noch bis in die 1990er Jahre in Teilen Amerikas im Betrieb.

## Geneigte Treppe
Das endlose Förderwerk in Coney Island wurde entwickelt, als Reno beauftragt wurde, eine U-Bahn zu entwerfen. Anfang 1896 stellte er seine Pläne vor, die zur Beförderung der Menschen einen geneigten Aufzug beinhalteten. Seine Pläne wurden zwar abgelehnt, seine Idee überlebte aber. Viele bahnbrechende Eigenschaften des geneigten Aufzugs werden noch heute in den Rolltreppen benutzt, wie etwa der gummibedeckte Handlauf. Außerdem entwickelte Reno ein System, mit dem verhindert wurde, dass Gegenstände oder Beine in der Treppe stecken blieben. In den fünf Jahren nach der Darbietung seiner Treppe in Coney Island wurde seine Erfindung in zahlreichen Geschäften und U-Bahnhöfen installiert. Im Jahr 1902 gründete er das Unternehmen Reno Electric Stairways and Conveyors, Ltd, das zehn Jahre später von Otis Elevators gekauft wurde. Das Unternehmen hatte auf Renos Idee basierend den fahrenden Aufzug in eine fahrende Treppe weiterentwickelt und diese escalator (dt.: Rolltreppe) genannt.

## Familie
Die Vorfahren Renos hießen Renault und waren 1770 aus Frankreich eingewandert. Jesse Reno war eines von fünf Kindern von Mary Blanes Cross und dem Unionsgeneral Jesse Lee Reno (1823–1862), der während des Sezessionskrieges in der Schlacht am South Mountain fiel. Sein Vater wurde Namenspatron von Reno, Nevada.